# Building the Bridge - The Making of Bridge Across Forever
Building the Bridge - The Making of Bridge Across Forever è il secondo VHS del supergruppo statunitense Transatlantic, pubblicato nel 2001 dalla Radiant Records.

## Il disco
Come deducibile dal titolo, contiene un filmato che documenta la registrazione del secondo album in studio Bridge Across Forever diretto da Neal Morse e Philip J. Satterley, quest'ultimo produttore della pubblicazione.
Nel 2006 la Radiant Records ha ripubblicato il VHS e quello precedente, Live in America, in un unico doppio DVD denominato Building the Bridge & Live in America.

## Trace
1. Building the Bridge - The Making of Bridge Across Forever

## Formazione
- Neal Morse – voce, pianoforte, organo Hammond, minimoog, Fender Rhodes, sintetizzatore, chitarra aggiuntiva, mandolino
- Roine Stolt – chitarra elettrica e acustica, voce, mellotron, tastiera aggiuntiva, percussioni
- Pete Trewavas – basso, voce
- Mike Portnoy – batteria, voce